# Man of the Woods Tour
Il Man of the Woods Tour è il sesto tour mondiale del cantante statunitense Justin Timberlake, a supporto del suo quinto album in studio, Man of the Woods, intrapreso tra 2018 e 2019.

## Artisti d'apertura
La seguente lista rappresenta il numero correlato agli artisti d'apertura nella tabella delle date del tour.
- Francesco Yates = 1
- The Shadowboxers = 2
- Bazzi = 3
- Choppa = 4

## Scaletta dei concerti
1. Filthy
2. Midnight Summer Jam
3. LoveStoned
4. SexyBack
5. Man of the Woods
6. Higher Higher
7. Señorita
8. Suit & Tie
9. My Love
10. Cry Me a River
11. Mirrors
12. Drink You Away
13. Flannel
14. Until the End of Time
15. Interlude Medley: Dreams / Ex-Factor / Come Together / Thank God I'm a Country Boy (cantato dai coristi)
16. Morning Light
17. What Goes Around... Comes Around
18. Say Something
19. Montana
20. Summer Love
21. Rock Your Body
22. Supplies
23. Can't Stop the Feeling!

Note
- Al concerto del 9 maggio 2018 a Nashville, Chris Stapleton salì sul palco per interpretare assieme a Timberlake "Tennessee Whiskey"[1]
- Like I Love You fu in seguito inserita prima di Can't Stop the Feeling!, mentre Flannel fu rimossa dalla scaletta.[2]
- Al concerto del 10 gennaio 2019 ad Atlanta, T.I. salì sul palco per interpretare assieme a Timberlake My Love. Inoltre, il rapper eseguì un medley dei suoi successi What You Know / Bring 'Em Out / Live Your Life.[3]
- SoulMate fu interpretata durante i concerti in Europa.[4]

## Date del tour
| 1.759.812 |
| --------- |

| $226.300.000 |
| ------------ |

## Cancellazioni
| 10 febbraio 2019 | Tacoma | Stati Uniti | Tacoma Dome | Condizioni climatiche avverse |
| 11 febbraio 2019 | Tacoma | Stati Uniti | Tacoma Dome | Condizioni climatiche avverse |